# Iwona Kowalkowska
Iwona Kowalkowska, również jako Iwona Kowalkowska-Szepielow – polska śpiewaczka operowa (sopran) i pedagog.

## Życiorys
Absolwentka Akademii Muzycznej w Bydgoszczy (1987). W latach 1987–1991 śpiewaczka Opery w Bydgoszczy w latach 1994-2002 Warszawskiej Opery Kameralnej. W 2005 na Akademii Muzycznej im. Fryderyka Chopina w Warszawie uzyskała stopień doktora habilitowanego w dziedzinie sztuk muzycznych. Od 2009 zatrudniona w Akademii Muzycznej im. Ignacego Jana Paderewskiego w Poznaniu, gdzie prowadzi klasę śpiewu solowego (jej studentem był m.in. Szymon Mechliński). W 2014 otrzymała tytuł profesora sztuk muzycznych.